# Kurka
Kurka (em persa: كوركا, romanizada como Kūrkā; também conhecida como Kūrpī) é uma aldeia do distrito rural de Kurka, situada no distrito central de Astaneh-ye Ashrafiyeh, na província de Gilan, no Irã. Segundo o censo de 2006, sua população era de 2 206, em 635 famílias.